# Pachycara shcherbachevi
Pachycara shcherbachevi är en fiskart som beskrevs av Anderson, 1989. Pachycara shcherbachevi ingår i släktet Pachycara och familjen tånglakefiskar. Inga underarter finns listade i Catalogue of Life.